# フェアリー長距離単葉機
フェアリー長距離単葉機
- 用途：実験機
- 製造者：フェアリー・アビエーション
- 運用者：イギリス空軍
- 初飛行：1928年11月14日
- 生産数：2機

フェアリー長距離単葉機（英：Fairey Long-range Monoplane）は、1920年代後半から1930年代にイギリスで長距離飛行のために造られた実験機である。

## 概要
イギリス空軍のホーカー ホーズリー爆撃機による長距離飛行記録への挑戦の失敗を受けて、1927年12月に航空省の仕様書によって設計された。航空省のスポークスマンによれば、単に記録達成のためでなく、長距離飛行の技術の研究のために製作することが目的とされた。
風洞実験などの結果、翼内の燃料が重力供給できるように、高翼の構造が選ばれた。燃料搭載量は4,742リットルで、重力供給と機械駆動のポンプの他に非常用に風力駆動のポンプが取り付けられた。長距離飛行のためにオイル・フィルターは2系統が用意され、飛行中に交換、洗浄が可能とされた。交代用のパイロットのためのベッドも用意された。フェアリー IIIFやデ・ハビランド DH.9Aによる試験の結果、570馬力のネイピア ライオンXIaエンジンが選ばれた。
1号機は1928年11月14日に初飛行し、12月7日にイギリス空軍に引き渡され、記録飛行の準備が始められた。1929年3月22日から23日の24時間飛行を含む試験飛行の後、大圏距離で8,000 kmにおよぶインドのバンガロールまでの飛行が計画された。その時点での長距離飛行記録はサヴォイア・マルケッティ S.64の7,188 kmを越える計画であった。アーサー・ジョーンズ＝ウィリアムズとノーマン・H・ジェンキンスの操縦で、リンカンシャーのクランウェル基地を1929年4月24日に出発した。向かい風に妨げられ、50時間48分後にカラチに着陸した。イギリスからインドまでの初の無着陸飛行であったが、大圏距離は6,646 kmで、世界記録には及ばなかった。2度目の記録挑戦が計画され、その時点での世界記録はブレゲー 19「疑問符」号（Point d'Interrogation）が達成した8,007 kmにまで伸びていた。1929年12月16日、第1回の挑戦と同じ乗組員で南アフリカを目指して離陸したがチュニジアの南部で墜落し、乗員は死亡した。
これらの失敗にもかかわらず、航空省は2機目のフェアリー長距離単葉機を1930年7月に発注し、2号機は1931年6月30日に初飛行した。多くの改造が加えられ、自動操縦装置も装備された。1933年2月6日から8日に操縦士ゲイフォードと航法士G.E.ニコレッツが搭乗し、クランウェル基地から南西アフリカのウォルビスベイまでの8,540 kmの飛行に成功し、長距離飛行の世界記録を樹立した。

## 諸元（2号機）

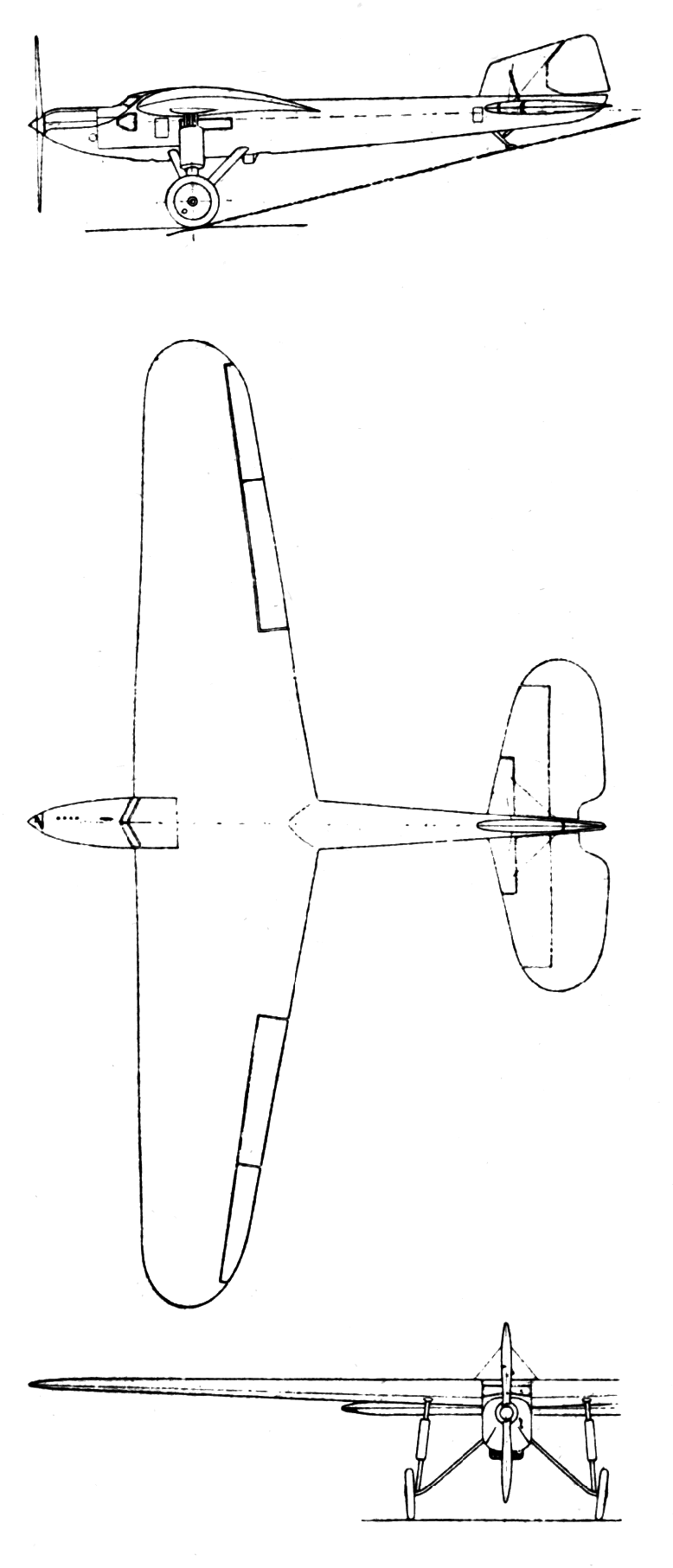
フェアリー長距離単葉機

出典: Fairey Aircraft since 1915
諸元
- 乗員: 2名
- 全長: 14.8 m （48 ft 6 in）
- 全高: 3.6 m （12 ft）
- 翼幅: 25.0 m（82 ft）
- 翼面積: 79.0 m2 （850.0 ft2）
- 最大離陸重量: 7,938 kg （17,500 lb）
- 動力: ネイピア ライオンXIa 液冷W型12気筒、425 kW （570 hp）   × 1
- 平均翼弦: 3.3 m (11 ft)

性能
- 巡航速度: 177 km/h[2] （110 mph, 96 kt）
- 実用上昇限度: 4,500 m （14,764 ft）
- 離陸滑走距離: 1,370 m （4,500 ft）
- 翼面荷重: 101.1 kg/m2 （20.7 lb/ft2）
- 馬力荷重（プロペラ）: 0.054 kW/kg （0.033 hp/lb）